# Karl Gustaf Westholm
Karl Gustaf Westholm, född den 25 augusti 1864 i Västerås, död den 26 juni 1935 i Stockholm, var en svensk jurist. Han var son till Alfred Westholm.
Westholm blev student vid Uppsala universitet 1884 och avlade hovrättsexamen där 1892. Efter tjänstgöring i Svea hovrätt, Stockholms rådhusrätt och olika domsagor blev han 1908 häradshövding i Östra härads domsaga, från vilken tjänst han avgick med pension 1931. Westholm blev riddare av Nordstjärneorden 1919. Han vilar på Norra begravningsplatsen utanför Stockholm.